# Alexandre Masson de Pezay
Alexandre Frédéric Jacques Masson, marchese di Pezay, (Versailles, 27 aprile 1741 – Marolles, 6 dicembre 1777) è stato uno scrittore e militare francese.

## Biografia
Era figlio del finanziere ginevrino Jacques Masson, che aveva fatto rapidamente fortuna nell'amministrazione finanziaria del Ducato di Lorena e poi al servizio di Maurepas, e Marie Boësnier, sorella dell'economista Paul Boësnier de l'Orme e vedova di Jean Babaud. Frequentò brillantemente il Collegio d'Harcourt, dove fu compagno di studi di La Harpe e Dorat, ed entrò nella seconda compagnia di moschettieri il 2 aprile 1759, all'età di diciotto anni.
Fu promosso a cornetta nel Reggimento reale straniero e partecipò alla Guerra dei sette anni, servendo come aiutante di campo del Principe di Rohan-Soubise. Fu promosso capitano nel reggimento dei dragoni Chabot nel marzo 1763, all'età di ventidue anni.
Nato con arguzia e facilità di adattamento alle situazioni più disparate, Masson si divide inizialmente tra la coltivazione della poesia e i piaceri del mondo prima che, stimolato dalla sorellastra Angélique-Dorothée Babaud, moglie del marchese di Cassini, dia una direzione più seria al suo lavoro e alla sua ambizione.
Grazie alla protezione di Maurepas, suo padrino, fu scelto per insegnare tattica militare al Delfino e si guadagnò i titoli di capitano dei dragoni e maresciallo generale di stato maggiore. A ventinove anni, nel 1770, fu maestro di campo dei dragoni, equivalente al grado di colonnello, e a trentadue cavaliere dell'Ordine di San Luigi.
Al momento della sua ascesa al trono, Luigi XVI si ricordò del suo giovane maestro, tanto che mantenne con lui una regolare corrispondenza confidenziale e lo nominò ispettore generale delle coste, con uno stipendio di sessantamila sterline. Svolse le sue mansioni con grande abilità, ma fu abbastanza imprudente da offendere un intendente.
Nel 1775 venne ammesso all'Accademia della marina reale come membro corrispondente.
Influente a corte e presso Luigi XVI, contribuì a far nominare Clugny e poi Necker revisori generali. Sperava di ottenere per sé il Ministero della Guerra, ma non ci riuscì di fronte a Montbarrey.

Amico di Voltaire e Rousseau, nelle sue cene parigine ospitava regolarmente, tra gli altri, Dorat, Dufort de Cheverny (amico da parte materna), il marchese di Clermont d'Amboise, Sedaine e Diderot.

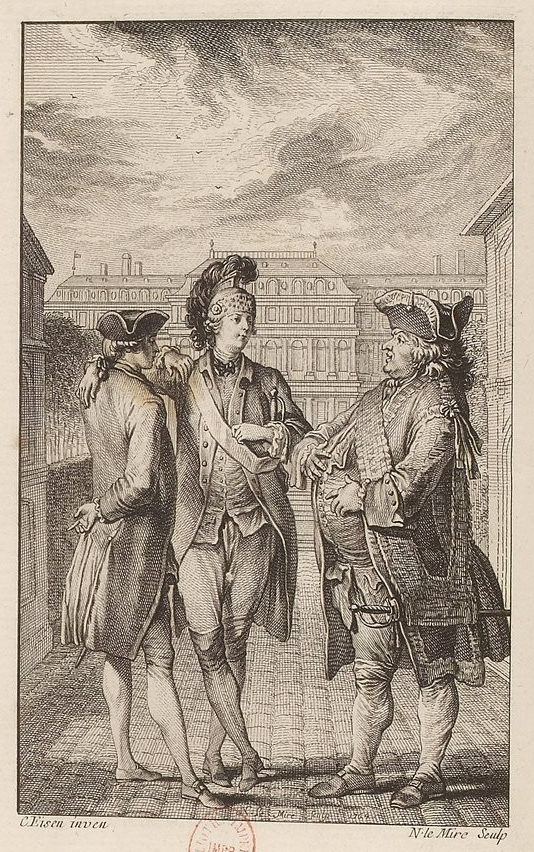
Pezay, in uniforme di dragone al centro, con Dorat, a sinistra.
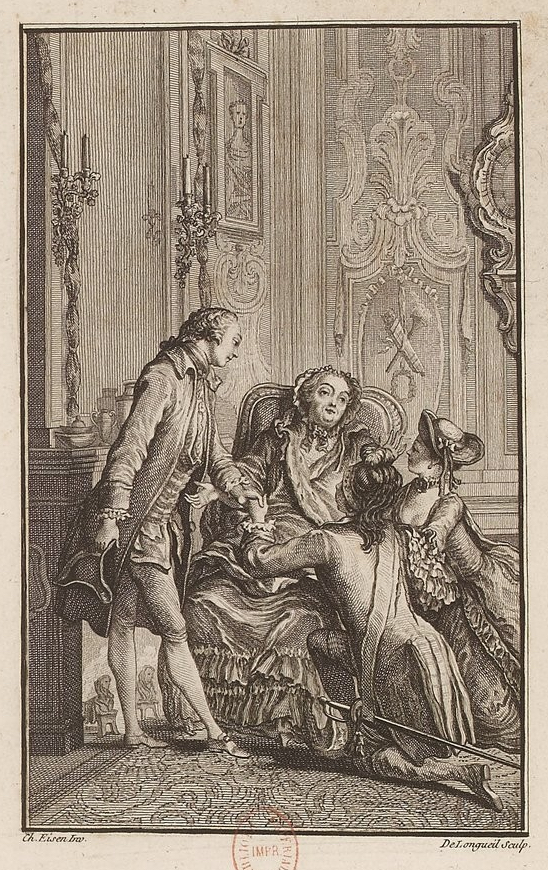
Dorat (in piedi), Madame Masson (seduta) e i suoi figli (Pezay e la marchesa di Cassini) in ginocchio.
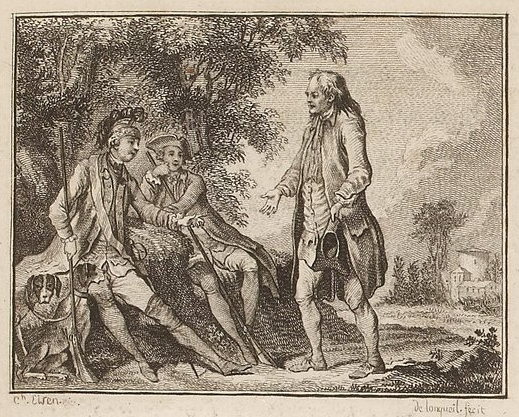
Pezay, in uniforme di dragone, con Dorat.

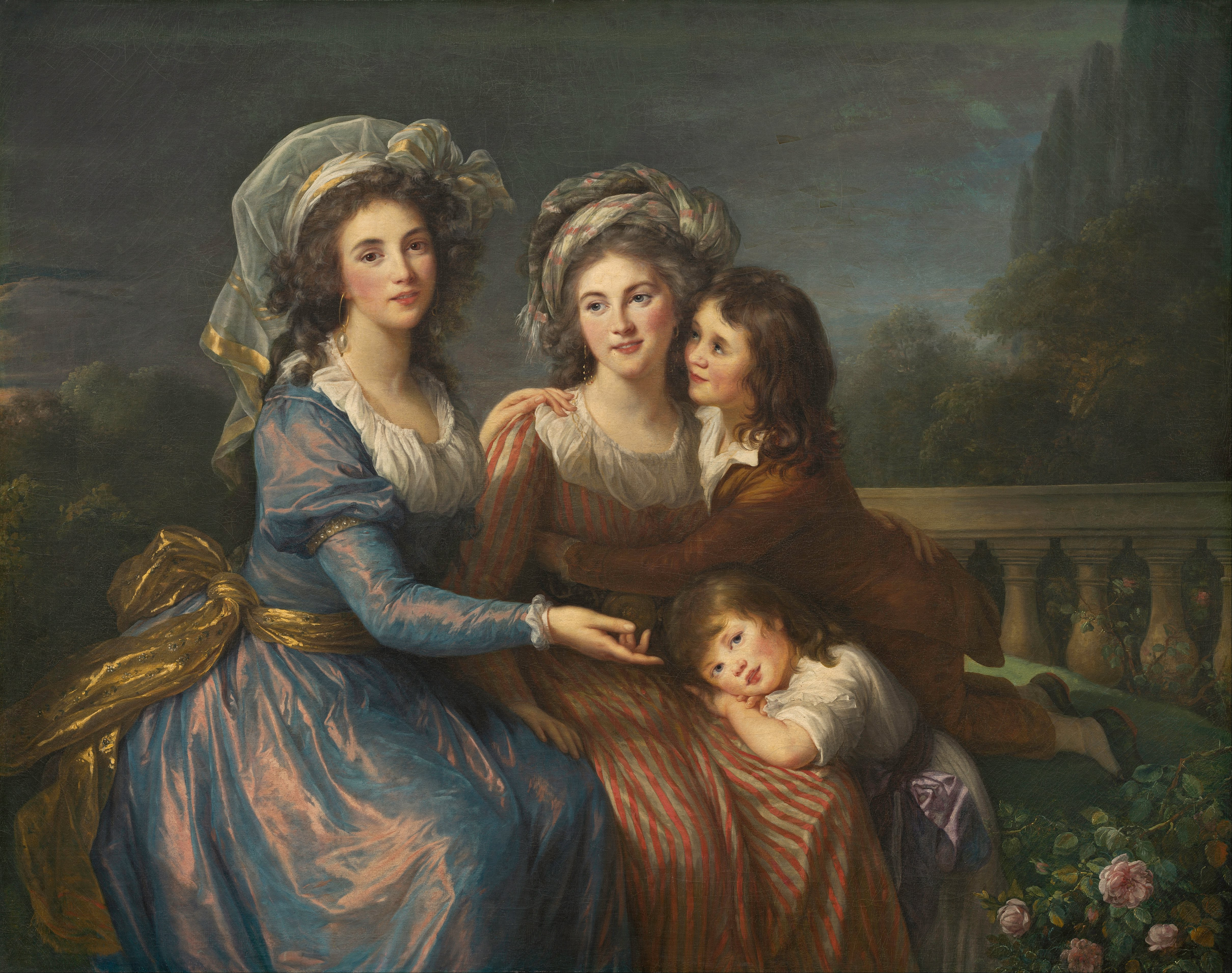
Ritratto della marchesa di Pezay, nata Caroline de Murat, e della marchesa di Rougé con i suoi due figli, Alexis e Adrien (Vigée-Lebrun).

Nel novembre 1776, nella chiesa di san Sulpizio, sposò Caroline de Murat, figlia di Jean-Baptiste, signore della Plagne, e di Charlotte Locquet de La Pommeraye. Era molto bella, di un'antica famiglia dell'Alvernia, ma senza un soldo. Nonostante ciò, il marchese di Pezay era anche l'amante della principessa di Montbarrey.
Un eccesso di amor proprio finì per rovinare tutto: si fece nemici potenti e fu esiliato nella terra di Pezay, che aveva ereditato dalla madre e dove morì, all'età di trentasei anni, nel dicembre 1777. "Pezay", disse Grimm, "aveva un'infinita quantità di ingegno, una grande flessibilità e gentilezza di carattere, e un'anima molto ardente e attiva. Il suo unico difetto era quello di voler costantemente combinare tutti gli estremi, di sparpagliarsi troppo e di cercare, per così dire, di mostrare tutte le parti della sua mente e del suo talento in ogni occasione".

## Opere
- Zélis au bain, Parigi, 1763, 1766, in-8, poema in quattro canti, rielaborato e con altri due canti in Nouvelle Zélis au bain, Ginevra, 1768, in-8.
- Le Pot-pourri, epître à qui on voudra, Parigi, Sébastien Jorry, 1764.
- Lettre d'Alcibiade à Glicère, Parigi, Sébastien Jorry, 1764, in-12.
- Lettre d'Ovide à Julie, 1767, in-8.
- Suite des Bagatelles anonymes (de Dorat), Parigi, 1767, in-8.
- La Closière ou le Vin nouveau, opera comica, Parigi, 1770, in-8.
- Éloge de Fénelon, Parigi, 1771, in-8.
- Les Soirées helvétiennes, alsaciennes et franc-comtoises, Parigi, 1771, in-8; Londra, 1772, 2 vol. in-12.
- Les Tableaux, suivis de l'Histoire de Mlle de Syanne et du comte de Marcy, Parigi, 1771, in-8;
- Traduction en prose de Catulle, Tibulle et Gallus, Parigi, 1771, 1794, 2 voll. in-8 e in-12.
- La Rosière de Salenci, opera lirica, Parigi, 1773, in-8.
- Histoire des campagnes de Maillebois en Italie en 1745 et 1746, Parigi, 1775, 3 voll. in-4 e atlante.
- Journal militaire ou relation détaillée des campagnes de M. le maréchal de Maillebois en Italie: précédé et suivi d'un précis historique de cette guerre, 1775.